# Avantage sélectif
Un avantage sélectif est un caractère héréditaire présent chez un être vivant, ou qui apparaît à la suite d'une mutation. Il lui permet de mieux survivre et donc de se reproduire plus que les autres individus de son espèce, ou des espèces prédatrices. Ce caractère va donc se répandre dans la population et faire évoluer l'espèce. Plus la population est restreinte, plus le caractère bénéfique à l’espèce va se répandre vite car il sera soumis à une forte dérive génétique.
L’avantage peut se traduire de différentes façons : une adaptation permettant de mieux échapper aux prédateurs, d’augmenter les défenses immunitaires, d’accéder plus facilement à la nourriture… Tous ces avantages augmentent la probabilité que l'organisme atteigne l'âge adulte en bonne santé et puisse se reproduire, donc transmettre le caractère avantageux à sa descendance.
Selon ce principe, l’avantage étant caractéristique du biotope et de la biocénose, il aura de fortes chances d’être neutre, voire négatif.
C'est un aspect essentiel de la théorie de la sélection naturelle.

## Exemple
Dans le cas de la girafe, le fait qu’elle ait un grand cou s’explique par son évolution. En effet le  caractère « grand cou » était un avantage sélectif, car il permettait aux individus le possédant de mieux se nourrir, en leur permettant d’atteindre les hautes feuilles d’arbres.  Les individus le possédant ont donc été plus aptes à survivre et par conséquent se reproduire et ont ainsi pu transmettre ce caractère avantageux à leur descendance.